# 内閣職権
内閣職権（ないかくしょっけん）は、1885年（明治18年）12月22日に太政大臣公爵三条実美の達によって通達された内閣総理大臣の職務及び内閣運営方法を定めた勅旨。同日に発せられた太政官達第69号による内閣制度の導入を前提とするものである。大日本帝国憲法に先立って制定され、帝国憲法に「内閣」「内閣総理大臣」の規定はないが内閣制度が前提とされているのはこのためである。

なお、同時に「内閣職権ヲ定ムル勅旨ハ各官心得ノ為メノ達」に止まり、官報に掲載しないとする内閣書記官長通達も出された。
1889年（明治22年）12月24日、内閣官制（明治22年12月24日勅令第135号）の制定により、太政官達第69号とともに実効性を喪失した。

## 概要
| 官職名       | 氏名     | 藩閥 | 備考             |
| ------------ | -------- | ---- | ---------------- |
| 内閣総理大臣 | 伊藤博文 | 長州 | 宮内大臣を兼務。 |
| 外務大臣     | 井上馨   | 長州 |                  |
| 内務大臣     | 山縣有朋 | 長州 |                  |
| 大蔵大臣     | 松方正義 | 薩摩 |                  |
| 陸軍大臣     | 大山巌   | 薩摩 |                  |
| 海軍大臣     | 西郷従道 | 薩摩 |                  |
| 司法大臣     | 山田顕義 | 長州 |                  |
| 文部大臣     | 森有礼   | 薩摩 |                  |
| 農商務大臣   | 谷干城   | 土佐 |                  |
| 逓信大臣     | 榎本武揚 | 幕臣 |                  |

1885年（明治18年）12月22日、太政官達第69号が発せられ、中央政府首脳部の体制は太政官制から内閣制へ移行した。また同日、三条実美太政大臣の達により、内閣総理大臣の権限などを定める
内閣職権を定める勅旨が通達された。
太政官達第69号では、「太政大臣、左右大臣、参議及び各省卿の職制を廃し、新たに内閣総理大臣並びに宮内、外務、内務、大蔵、陸軍、海軍、司法、文部、農商務及び逓信の各大臣を置くこと。」、「内閣総理大臣及び各大臣（宮内大臣を除く。）をもって、内閣を組織すること。」の二項目が定められた。これにより、宮中（宮廷）と府中（政府）の別が明定され、行政責任を各省大臣が個別に負う体制の基礎が生まれた。また、内閣職権では、内閣機構の運営基準、主として内閣総理大臣の職務権限が定められた。内閣総理大臣は「各大臣ノ首班トシテ機務ヲ奏宣シ旨ヲ承テ大政ノ方向ヲ指示シ行政各部ヲ統督ス」（1条）とあり、形の上では強力な権限を与えられていた。しかし実際には、薩長藩閥が対立均衡している下で、内閣が十分に力を発揮することは難しかった。
二つの法令が定められたのと同じ日に、明治天皇によって、参議であった伊藤博文が初代の内閣総理大臣に任命され、第1次伊藤内閣を組織した。
その後、1889年（明治22年）に大日本帝国憲法（1889年（明治22年）2月11日公布、1890年（明治23年）11月29日施行）が制定された。同憲法では内閣及び内閣総理大臣の定めは置かれず、同55条は「國務各大臣ハ天皇ヲ輔弼シ其ノ責ニ任ス」として、内閣総理大臣は他の国務大臣と同等なものと規定された。憲法の施行に先立って内閣官制（明治22年12月24日勅令第135号）が定められ、太政官達第69号および内閣職権は実効性を喪失した。内閣官制第2条では「内閣總理大臣ハ各大臣ノ首班トシテ機務ヲ奏宣シ旨ヲ承ケテ行政各部ノ統一ヲ保持ス」とされ、以前の内閣職権第1条における「内閣総理大臣ハ各大臣ノ首班トシテ機務ヲ奏宣シ旨ヲ承テ大政ノ方向ヲ指示シ行政各部ヲ統督ス」という「統督ス」という語が「保持ス」に変更された。この結果条文上は内閣総理大臣の主導権が減少した。

## 構成
内閣制度の創設（明治18年12月22日太政官達第69号）
今般太政大臣左右大臣参議各省卿ノ職制ヲ廃シ更ニ内閣総理大臣及宮内外務内務大蔵陸軍海軍司法文部農商務逓信ノ諸大臣ヲ置ク
内閣総理大臣及外務内務大蔵陸軍海軍司法文部農商務逓信ノ諸大臣ヲ以テ内閣ヲ組織ス
内閣職権（明治18年12月22日太政大臣公爵三条実美達）
第一條　内閣總理大臣ハ各大臣ノ首班トシテ機務ヲ奏宣シ旨ヲ承テ大政ノ方向ヲ指示シ行政各部ヲ総督ス
第二條　内閣總理大臣ハ行政各部ノ成績ヲ考ヘ其説明ヲ求メ及ヒ之ヲ檢明スルコトヲ得
第三條　内閣總理大臣ハ須要ト認ムルトキハ行政各部ノ處分又ハ命令ヲ停止セシメ親裁ヲ待ツコトヲ得
第四條　内閣總理大臣ハ各科法律起案委員ヲ監督ス
第五條　凡ソ法律命令ニハ内閣總理大臣之ニ副署シ其各省主任ノ事務ニ屬スルモノハ内閣總理大臣及主任大臣之ニ副署スヘシ
第六條　各省大臣ハ其主任ノ事務ニ付時々状況ヲ内閣總理大臣ニ報告スヘシ但事ノ軍機ニ係リ參謀本部長ヨリ直ニ上奏スルモノト雖モ陸軍大臣ハ其事件ヲ内閣總理大臣ニ報告スヘシ
第七條　各大臣事故アルトキハ臨時命ヲ承ケ他ノ大臣其事務ヲ管理スルコトアルヘシ

## 備考
戦前日本の立憲制がドイツ（プロイセン）の制度を模範としたことは知られているが、内閣職権は当時のドイツ帝国の内閣制度ではなく、イギリスの議院内閣制の影響も含まれた「ハルデンベルク官制」（1810年のプロイセンの官制）をモデルにしたとされている。
これは自由民権派が求めるようなイギリスの議院内閣制そのものは否定して天皇の権威の絶対化を目指すものの、同時にドイツ帝国の体制は皇帝の権限が強すぎるためにそのまま導入した場合、当時明治天皇からの信任が厚かった宮中保守派（中正派）が求める「天皇親政」への道を開き兼ねないというジレンマの中で、天皇の権威の確立と政治への直接関与の阻止という両方を実現するための苦肉の策でもあった。

## 参考
- 坂本一登『伊藤博文と明治国家形成―「宮中」の制度化と立憲制の導入―』（吉川弘文館、1991年） ISBN 464203630X